# Кобелево (Бабаевский район)
Кобелево — деревня в Бабаевском районе Вологодской области.
Входит в состав Борисовского сельского поселения, с точки зрения административно-территориального деления — в Борисовский сельсовет.
Расстояние по автодороге до районного центра Бабаево — 67 км, до центра муниципального образования села Борисово-Судское — 5 км. Ближайшие населённые пункты — Александровская, Ивановская, Костино.
По данным переписи в 2002 году постоянного населения не было.